# Maestre pie dell'Addolorata
Le Maestre pie dell'Addolorata (in latino Congregatio Magistrarum Piarum a Beata Maria Virgine Perdolente) sono un istituto religioso femminile di diritto pontificio: le suore di questa congregazione pospongono al loro nome la sigla M.P.d.A.

## Storia

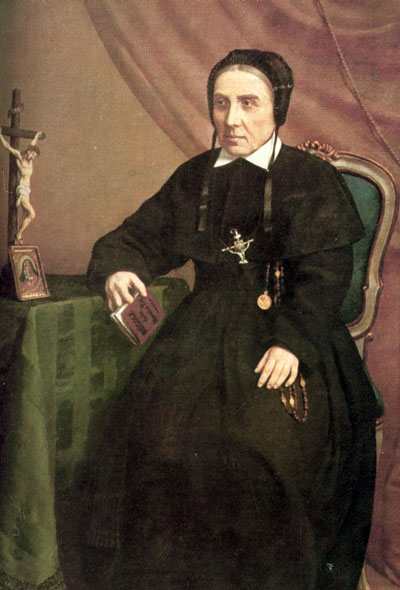
Maria Elisabetta Renzi, fondatrice della congregazione

Le origini della congregazione risalgono al 1818, quando il sacerdote Giacomo Gabellini, parroco di Monte Tauro, località presso Coriano, chiamò Prudenza Uccellini per occuparsi dell'educazione delle giovani del paese: in breve tempo sorsero una casa, una scuola e un ricreatorio, ma a un anno dal suo arrivo la Uccellini morì.
La gestione dell'opera venne affidata allora ad alcune religiose di clausura cacciate dai loro monasteri all'epoca delle soppressioni napoleoniche, sotto la direzione della clarissa Agnese Fattiboni da Cesena: si cercò di affidare la casa di Coriano alla congregazione delle Figlie della carità ma, nonostante Maddalena di Canossa, la fondatrice, avesse visitato personalmente il sito, le trattative non ebbero esito positivo.
Nel 1828 la Fattiboni tornò in monastero e la gestione della scuola di Coriano passò a Maria Elisabetta Renzi (1786-1859), considerata fondatrice della congregazione. Il 10 dicembre 1830 Ottavio Zollio, vescovo di Rimini, diede alla comunità le regole delle Maestre pie Filippini di Roma, già approvate da papa Clemente XI, e il nome di "Maestre pie dell'Addolorata": in breve tempo sorsero filiali a Sogliano, Mondaino, Roncofreddo, Savignano, Faenza e Cotignola.
La congregazione venne canonicamente eretta dal vescovo di Rimini Francesco Gentilini il 22 agosto 1839 e ottenne il pontificio decreto di lode il 25 marzo 1902. Le sue costituzioni vennero definitivamente approvate dalla Santa Sede il 14 dicembre 1902. Le Maestre pie dell'Addolorata sono state aggregate all'Ordine dei Servi di Maria nel 1934 e nuovamente il 12 febbraio 1964.
La prima filiale all'estero venne aperta nel 1947 in Louisiana.
La Renzi è stata proclamata beata da papa Giovanni Paolo II il 18 giugno 1989.

## Attività e diffusione
Le Maestre pie dell'Addolorata sono dedite principalmente all'istruzione ed all'educazione dell'infanzia e della gioventù, anche in terra di missione.
Oltre che in Italia, sono presenti nelle Americhe (Brasile, Messico, Stati Uniti d'America), in Bangladesh e in Zimbabwe; la sede generalizia è in viale Vaticano a Roma.
Al 31 dicembre 2008 la congregazione contava 300 religiose in 51 case.